# Mariano Vega
Mariano Vega Luque (Santa Cruz de Tenerife, 21 de enero de 1941-La Laguna, 17 de julio de 2011) fue un poeta, ensayista, dramaturgo, actor de voz y periodista de Canarias, España.
Nacido en Santa Cruz de Tenerife, pasó la mayor parte de su vida en La Laguna. Realizó estudios de filología en la Universidad de La Laguna. Presidió el Ateneo de La Laguna y desarrolló su carrera profesional como escritor y periodista en Canarias. Fue un hombre de radio e inició su carrera profesional en Radio Juventud, llegando a ser directivo y redactor (1964-1994) de Radio Nacional de España en las islas. Destacaron sus programas en Canarias Radio-La Autonómica en los últimos años como profesional. Escribió para distintos medios de comunicación, como el Diario de Avisos de Tenerife y trabajó también en Televisión Española dentro de sus servicios informativos. Desarrolló una intensa obra poética próxima al haiku japonés, así como ensayos y obras de teatro. Su voz le permitió participar en numerosas películas y documentales como doblador o relator.
Del conjunto de su obra destacan los poemarios Preverbios (1976) y Oquedal en verano (1985), los ensayos Textos de la víspera (1988), Lugar del hombre, (con el que obtuvo el Premio de Edición del Gobierno de Canarias en 1992), Lienzo y El instante escindido, y las obras teatrales Apaga la luz y enciende los sueños y Un ataúd en la azotea.